# 城戸喜由
城戸喜由（きど きよし、1990年 - ）は、日本のミステリ作家。北海道江別市出身・在住。2019年、『暗黒残酷監獄』にて第23回日本ミステリー文学大賞新人賞を最年少で受賞した。

## 作品

### 単行本
- 暗黒残酷監獄（2020年2月 光文社）

### 単行本未収録作品
- バラバラの薔薇（光文社『ジャーロ』No.72 2020 SUMMER）